# 존 A. 위컴 주니어
존 애덤스 위컴 2세(영어: John Adams Wickham, Jr., 1928년 6월 25일~2024년 5월 11일)은 퇴역한 미국의 군인으로 1983년부터 1987년까지 미국 육군참모총장을 지냈다.

## 생애
미국 육사를 졸업한 그는 한국 전쟁과 베트남 전쟁에 참전하였다.

### 개인사
1955년 Ann Lindsley Prior와 결혼하였으며 슬하에 세 자녀와 여섯 손자를 두었다.

### 주한미군사령관 시절
한국의 5.18 사태에 대하여 비극이라 평하였다.

### 육군 참모총장 시절
1983년 로널드 레이건 대통령의 임명으로 미국의 육군 참모총장이 되었다. 1987년 37년간의 복무를 마치고 은퇴하였으며 두번의 은성 훈장과 동성 훈장을 받았다.

### 대한민국과의 인연
한국 전쟁에 참전하였으며 서울의 봄과 5·18 광주 민주화 운동 시기 주한미군사령관을 지냈다.